# FC Utrecht in het seizoen 2012/13 (vrouwen)
Het seizoen 2011/2012 is het 6e jaar in het bestaan van de Utrechtse vrouwenvoetbalclub FC Utrecht. De club kwam uit in de BeNe League Orange en Women's BeNe League en heeft deelgenomen aan het toernooi om de KNVB beker.

## Wedstrijdstatistieken

### BeNe League Orange
|       | FC Twente | ADO Den Haag | PSV/FC Eindhoven | AFC Ajax | Telstar | PEC Zwolle | sc Heerenveen |
| ----- | --------- | ------------ | ---------------- | -------- | ------- | ---------- | ------------- |
| Thuis | 0 – 2     | 0 – 3        | 0 – 2            | 1 – 3    | 2 – 2   | 1 – 0      | 3 – 1         |
| Uit   | 2 – 0     | 4 – 0        | 2 – 1            | 2 – 1    | 0 – 0   | 2 – 2      | 3 – 3         |

### Women's BeNe LeagueB
|       | Telstar | PEC Zwolle | sc Heerenveen | OH Leuven | Sint-Truiden | Zulte-Waregem | Club Brugge |
| ----- | ------- | ---------- | ------------- | --------- | ------------ | ------------- | ----------- |
| Thuis | 0 – 5   | 2 – 4      | 3 – 2         | 5 – 0     | 4 – 1        | 1 – 2         | 3 – 1       |
| Uit   | 1 – 0   | 3 – 1      | 3 – 1         | 2 – 1     | 1 – 7        | 2 – 5         | 0 – 1       |

### KNVB beker
| Achtste finale                     | SteDoCo        | 0 – 5 (0 – ?) | FC Utrecht |  |
| Plaats: Hoornaar Sportpark Stedoco |                |               | Onbekend   |  |
| Kwartfinale                        | PEC Zwolle     | 1 – 0 (1 – 0) | FC Utrecht |  |
| Plaats: Zwolle IJsseldeltastadion  | 8' Sylvia Smit |               |            |  |

## Statistieken FC Utrecht 2012/2013

### Eindstand FC Utrecht Vrouwen in de BeNe League Orange 2012 / 2013
| Stand | Gespeeld | Gewonnen | Gelijk | Verloren | Punten | Doelpunten voor | Doelpunten tegen | Gele kaarten | Rode kaarten |
| ----- | -------- | -------- | ------ | -------- | ------ | --------------- | ---------------- | ------------ | ------------ |
| 7e    | 14       | 2        | 4      | 8        | 10     | 14              | 28               | 4            | 0            |

### Eindstand FC Utrecht Vrouwen in de Women's BeNe League B 2012 / 2013
| Stand | Gespeeld | Gewonnen | Gelijk | Verloren | Punten | Doelpunten voor | Doelpunten tegen | Gele kaarten | Rode kaarten |
| ----- | -------- | -------- | ------ | -------- | ------ | --------------- | ---------------- | ------------ | ------------ |
| 4e    | 14       | 7        | 0      | 7        | 21     | 34              | 27               | 12           | 0            |

### Topscorers
| #      | Naam                  | Goal |
| ------ | --------------------- | ---- |
| 1.     | Tessa Oudejans        | 4    |
| 2.     | Rowena Blankestijn    | 2    |
| 2.     | Joniek Bonnes         | 2    |
| 2.     | Kirsten Koopmans      | 2    |
| 3.     | Nadia van Beerschoten | 1    |
| 3.     | Anne Maguire          | 1    |
| 3.     | Myrthe Moorrees       | 1    |
| 3.     | Simone van de Weerd   | 1    |
| Totaal | Totaal                | 14   |

| #                    | Naam                   | Goal |
| -------------------- | ---------------------- | ---- |
| 1.                   | Tessa Oudejans         | 10   |
| 2.                   | Anne Maguire           | 7    |
| 3.                   | Kirsten Koopmans       | 6    |
| 4.                   | Dominique van Wensveen | 3    |
| 5.                   | Franca van de Kuilen   | 2    |
| 6.                   | Rowena Blankestijn     | 1    |
| 6.                   | Frédérique Bonink      | 1    |
| 6.                   | Myrthe Moorrees        | 1    |
| 6.                   | Simone van de Weerd    | 1    |
| 6.                   | Tula de Wit            | 1    |
| Onbekende doelpunten |                        |      |
| –                    | Onbekend               | 1    |
| Totaal               | Totaal                 | 34   |

| #      | Naam                     | Goal |
| ------ | ------------------------ | ---- |
| –      | Onbekend (Tegen SteDoCo) | 5    |
| Totaal | Totaal                   | 5    |

### Kaarten
| #      | Naam                |    |
| ------ | ------------------- | -- |
| 1.     | Simone van de Weerd | 4  |
| 2.     | Frédérique Bonink   | 2  |
| 2.     | Joniek Bonnes       | 2  |
| 2.     | Myrthe Moorrees     | 2  |
| 2.     | Tessa Oudejans      | 2  |
| 3.     | Hélène Heemskerk    | 1  |
| 3.     | Denise van Luyn     | 1  |
| 3.     | Pien Schlösser      | 1  |
| 3.     | Sabine Verheul      | 1  |
| Totaal | Totaal              | 16 |

| #      | Naam        |   |
| ------ | ----------- | - |
| –      | Geen speler | 0 |
| Totaal | Totaal      | 0 |

| #      | Naam        |   |
| ------ | ----------- | - |
| –      | Geen speler | 0 |
| Totaal | Totaal      | 0 |